# 佐伯市立宇目緑豊小学校
佐伯市立宇目緑豊小学校（さいきしりつ うめりょくほうしょうがっこう）は、大分県佐伯市宇目にある公立小学校。

## 沿革
- 2010年4月1日 - 重岡小学校、小野市小学校、木浦小学校を統合し開校。
- 2011年3月23日 - 佐伯市立宇目緑豊中学校との小中一貫教育を開始。

## 通学区域
宇目緑豊小学校の通学区域には以下の区域が指定されている。
- 合併前の宇目町の区域